# Кузьминское (Конаковский район)
Кузьминское — деревня в Конаковском районе Тверской области. Входит в состав Юрьево-Девичьевского сельского поселения.

## География
Находится в юго-восточной части Тверской области на расстоянии приблизительно 4 км на запад-северо-запад от районного центра города Конаково в левобережной части района.

## История
Известна была с 1851 года. В 1859 году отдельно учитывалось сельцо Кузьминское с 2 дворами и одноименная деревня с 7 дворами. В 1900 году в единой деревне уже 14 дворов. В период коллективизации здесь был создан колхоз имени Карла Маркса.

## Население
Численность населения: 5 человек в сельце и 57 в деревне (1859 год), 8 (русские 100 %)в 2002 году, 15 в 2010.